# Telepathic minds
Telepathic minds is het zesde studioalbum van de Finse band Overhead.

## Inleiding
Na het studioalbum Of sun and moon werd het een tijd stil voor nieuw repertoire van de band. Er volgden livealbums, soms uitgegeven op cd, soms alleen digitaal: Haydenspark (2018), Live At Loreley (2019), Live at ArtRock Festival (2020) en Live at Festival Crescendo (2022).
In januari 2023 kwam de aankondiging van het uitgifte van het dubbelalbum Telepathic minds. Het kon besteld worden via hun Bandcampsite. Ter promotie werd een video vrijgegeven voor de digitale single War to end all wars. Voor de cd’s gold een maximale tijdsduur van circa 44 minuten per cd’s omdat het album ook op dubbelelpee zou worden uitgebracht. Opnieuw speelde de band een stevige variant van progressieve rock richting progmetal. Thematiek van het album is die coronapandemie als ook de Russische invasie van Oekraïne beginnend op 24 februari 2022. 
Het album werd goed ontvangen binnen de progressieve rock, al waren er hier en daar opmerkingen over de (te vele) herhalingen die sommige nummers te lang maakten. Positief werd gereageerd op het veelvuldig gebruik van de dwarsfluit, hetgeen leidde tot een terugkerende vergelijking met Jethro Tull. Andere genoemde invloeden waren Pink Floyd, Marillion en King Crimson.

## Musici
Ten opzichte van het vorige studioalbum zijn alleen Keskitalo, Kettunen en Sjöblom over:   
- Alex Kskitalo – zang, dwarsfluit
- Jaakko Kettunen – gitaren, toetsen op Sail across the universe en Sheep stay silent
- Ville Sjöblom - drumstel
- Janne Katalkin – basgitaar
- Jerre Saarainen – toetsinstrumenten

## Muziek
| Nr. | Titel                                                  | Duur  |
| --- | ------------------------------------------------------ | ----- |
| 1.  | War to end all wars (T: Keskitalo; M: Overhead)        | 8:44  |
| 2.  | Ghosts from the future (T: Keskitalo; M: Overhead)     | 12:41 |
| 3.  | Sail across the universe (T: Keskitalo; M: Overhead)   | 8:22  |
| 4.  | The pilot’s not fit to fly (T: Keskitalo; M: Overhead) | 9:19  |
| 5.  | Sleep tight sweetheart (T: Keskitalo; M: Overhead)     | 5:50  |

| Nr. | Titel                                                  | Duur  |
| --- | ------------------------------------------------------ | ----- |
| 1.  | Telepathic minds (T: Keskitalo; M: Overhead)           | 17:18 |
| 2.  | Tuesday that never came (T: Keskitalo; M: Overhead)    | 4:03  |
| 3.  | Planet of disorder (T: Keskitalo; M: Overhead)         | 7:18  |
| 4.  | Sheep stay silent (T: Keskitalo; M: Overhead)          | 7:45  |
| 5.  | Almost always near the end (T: Keskitalo; M: Overhead) | 7:45  |

Telepathic minds is een suite bestand uit de delen I: Hypnotic, II: Random honesty, III: Telepathic minds, IV: Back in time, V: Reprise home again. 